# Episodi di The Vampire Diaries (seconda stagione)
La seconda stagione della serie televisiva The Vampire Diaries, composta da ventidue episodi, è stata trasmessa sul canale statunitense The CW dal 9 settembre 2010 al 12 maggio 2011.
In Italia, la stagione è stata trasmessa in prima visione assoluta dall'11 ottobre al 20 dicembre 2011 su Mya di Mediaset Premium. È stata trasmessa in chiaro dal 5 dicembre 2012 al 13 febbraio 2013 su Italia 1.
Al termine di questa stagione esce dal cast principale Sara Canning. Joseph Morgan compare come guest star. Kayla Ewell ha un cameo.
Gli antagonisti principali sono la vampira Katherine Pierce e l'ibrido originale Niklaus Mikaelson.

Immagine dalla sigla della seconda stagione

| nº | Titolo originale         | Titolo italiano               | Prima TV USA      | Prima TV Italia  |
| -- | ------------------------ | ----------------------------- | ----------------- | ---------------- |
| 1  | The Return               | Il ritorno                    | 9 settembre 2010  | 11 ottobre 2011  |
| 2  | Brave New World          | Un nuovo e coraggioso mondo   | 16 settembre 2010 | 11 ottobre 2011  |
| 3  | Bad Moon Rising          | Il sorgere della Luna cattiva | 23 settembre 2010 | 18 ottobre 2011  |
| 4  | Memory Lane              | Il viale dei ricordi          | 30 settembre 2010 | 18 ottobre 2011  |
| 5  | Kill or Be Killed        | Uccidere o essere uccisi      | 7 ottobre 2010    | 25 ottobre 2011  |
| 6  | Plan B                   | Piano B                       | 21 ottobre 2010   | 25 ottobre 2011  |
| 7  | Masquerade               | Ballo in maschera             | 28 ottobre 2010   | 1º novembre 2011 |
| 8  | Rose                     | Rose                          | 4 novembre 2010   | 1º novembre 2011 |
| 9  | Katerina                 | Le origini di Katherine       | 11 novembre 2010  | 8 novembre 2011  |
| 10 | The Sacrifice            | Il sacrificio                 | 2 dicembre 2010   | 8 novembre 2011  |
| 11 | By the Light of the Moon | Alla luce della Luna          | 9 dicembre 2010   | 15 novembre 2011 |
| 12 | The Descent              | La crisi                      | 27 gennaio 2011   | 15 novembre 2011 |
| 13 | Daddy Issues             | I problemi di un padre        | 3 febbraio 2011   | 22 novembre 2011 |
| 14 | Crying Wolf              | Al lupo, al lupo!             | 10 febbraio 2011  | 22 novembre 2011 |
| 15 | The Dinner Party         | Invito a cena                 | 17 febbraio 2011  | 29 novembre 2011 |
| 16 | The House Guest          | L'ospite                      | 24 febbraio 2011  | 29 novembre 2011 |
| 17 | Know Thy Enemy           | Conosci il tuo nemico         | 7 aprile 2011     | 6 dicembre 2011  |
| 18 | The Last Dance           | L'ultimo ballo                | 14 aprile 2011    | 6 dicembre 2011  |
| 19 | Klaus                    | Klaus                         | 21 aprile 2011    | 13 dicembre 2011 |
| 20 | The Last Day             | L'ultimo giorno               | 28 aprile 2011    | 13 dicembre 2011 |
| 21 | The Sun Also Rises       | Anche il Sole sorge           | 5 maggio 2011     | 20 dicembre 2011 |
| 22 | As I Lay Dying           | Mentre giacevo morente        | 12 maggio 2011    | 20 dicembre 2011 |

## Il ritorno
- Titolo originale: The Return
- Diretto da: J. Miller Tobin
- Scritto da: Kevin Williamson e Julie Plec

### Trama
In casa Gilbert, Katherine assiste all'agonia di John. Nello stesso momento Elena rientra in casa e, trovando John dissanguato, tenta di soccorrerlo. 
Poco dopo, la ragazza irrompe nella stanza di Jeremy che, al suo risveglio, scopre che il sangue di Anna non l'ha trasformato in un vampiro, ma lo ha soltanto difeso dall'effetto delle pillole. Nel frattempo Damon è in ospedale, dove sostiene lo sceriffo Forbes e la signora Lockwood. La situazione di Caroline è drastica e perciò Damon, esortato da Bonnie, decide di donarle un po' del suo sangue. In seguito, cerca di discutere con Elena del bacio sulla veranda, ma presto intuisce la verità su cosa sia realmente successo. Il giorno seguente le condizioni di Caroline si dimostrano nettamente migliorate. Stefan costringe John a partire. Intanto sono in corso i funerali di Lockwood, durante il quale Bonnie e Katherine si incontrano per la prima volta. Bonnie, attraverso un contatto fisico, scopre la vera identità della ragazza. Per i funerali, arriva anche lo zio di Tyler Lockwood, Mason. Elena arriva alla cerimonia funebre e ha inizio una conversazione con Damon: Elena sottolinea che non avrebbe mai ricambiato il suo bacio e Damon, da parte sua, rimane profondamente ferito dalle sue parole. Nel frattempo, Stefan passeggia con Katherine e le chiede perché sia tornata all'improvviso, lei gli confida di essere tornata per lui. Poco dopo, Stefan discute con Damon del triangolo con Elena e dichiara di accettare il suo amore per lei perché questo risveglia l'umanità che c'è in lui. Damon trova Katherine ad aspettarlo a casa. I due cominciano a baciarsi, ma Damon non si lascia raggirare: chiede la verità a Katherine, che risponde di aver amato sempre e solo Stefan. Sconvolto, Damon comincia a bere, per poi recarsi a casa di Elena. Le chiede di non negare ciò che c'è fra loro e la bacia con la forza, ma anche lei, come Katherine, confessa di amare solo Stefan. In quel momento compare Jeremy, e Damon, in preda al delirio, lo uccide. Fortunatamente, prima di partire John ha regalato a Jeremy il suo anello magico che lo protegge dalla morte per mano di un essere sovrannaturale. Intanto Katherine va all'ospedale da Caroline. Sapendo che ha il sangue di Damon in circolo, la uccide.
- Guest star: Marguerite MacIntyre (Sceriffo Liz Forbes), David Anders (John Gilbert), Taylor Kinney (Mason Lockwood).
- Altri interpreti: Susan Walters (Carol Lockwood).
- Ascolti USA: telespettatori 3 275 000 – share (18–49 anni) 5%[1]
- Ascolti Italia (free): telespettatori 652 000 – share 7,81%[2]

## Un nuovo e coraggioso mondo
- Titolo originale: Brave New World
- Diretto da: John Dahl
- Scritto da: Brian Young

### Trama
Caroline si risveglia confusa e per istinto beve sangue da una sacca. L'indomani, a casa Lockwood, Carol vuole Damon come capo del Consiglio dei Fondatori e lui riesce ad ascoltare una strana conversazione tra Tyler e Mason. 
Più volte quest'ultimo chiede a Tyler di una pietra di luna, che apparentemente vorrebbe per il suo valore affettivo. Caroline intanto prende confidenza coi suoi poteri e fa dimenticare all'infermiera di essersi nutrita di lei. Damon mette a conoscenza Stefan dei suoi dubbi sui Lockwood e, per sostenere la sua tesi, soggioga un ragazzo forzandolo a cercare la rissa con Tyler. Caroline porta al vampiro il messaggio di Katherine e gli mostra cosa è ora, quindi Damon propone a Stefan ed Elena di ucciderla, ma i due non sono d'accordo. Durante una festa Stefan assiste alla prodigiosa entrata in scena di Mason nella lotta fra Tyler e il ragazzo influenzato. Poco dopo, tutti si ritrovano intorno a Caroline e al ragazzo da cui lei ha bevuto sangue fino a ucciderlo. Bonnie sconvolta tenta di uccidere Damon, che incolpa per la trasformazione dell'amica, ma Elena la ferma. Tyler trova la pietra di luna che Mason sta cercando. Caroline impara da Stefan a controllare la fame e riesce a stare vicina a Matt, che le confida di amarla. A casa Salvatore, Damon incontra Jeremy, che confessa di aver avvelenato i suoi alcolici con la verbena per vendicarsi, mentre Stefan ed Elena trascorrono al luna park il resto della notte.
- Guest star: Taylor Kinney (Mason Lockwood), B.J. Britt (Carter).
- Altri interpreti: Susan Walters (Carol Lockwood), Terri James (Infermiera Haynes).
- Ascolti USA: telespettatori 3 094 000 – share (18–49 anni) 5%[3]
- Ascolti Italia (free): telespettatori 401 000 – share 9,33%[2]

## Il sorgere della Luna cattiva
- Titolo originale: Bad Moon Rising
- Diretto da: Patrick Norris
- Scritto da: Andrew Chambliss

### Trama
Tyler è sempre più sicuro che Mason stia nascondendo qualcosa; Damon, Stefan ed Elena, parlando con Alaric, cominciano a pensare che il nuovo problema della città siano i licantropi. 
Con il consenso di Stefan, Alaric, Damon ed Elena si recano alla Duke University per cercare nuove possibili notizie sulla famiglia dei Lockwood attraverso le ricerche di Isobel. Qui vengono accolti da Vanessa, un'ex studentessa di Isobel, che tenta di uccidere Elena credendo sia Katherine. È Damon a salvarla, prendendosi la freccia nella schiena al posto suo. Dopo questo equivoco, Vanessa collabora con loro. Intanto Stefan, rimasto in città per aiutare Caroline, con l'aiuto di Bonnie procura alla neo vampira un anello in modo che anche lei possa uscire al sole. Subito dopo, i due escono e vanno a caccia e Stefan cerca di insegnarle a controllare le sue emozioni, adesso amplificate. Più tardi, Caroline e Stefan raggiungono Matt ad una festa organizzata da Tyler. Qui però, Caroline fa una brutta scenata di gelosia a Matt il quale, dopo l'arrabbiatura, perdona la ragazza dicendo che non vuole più assistere a queste scenate e, insieme, si allontanano. Alla Duke intanto, grazie a Damon, Elena scopre un libro sui Petrova, la vera famiglia di Katherine, che ha origini bulgare. Grazie a Vanessa, scoprono la maledizione del sole e della luna: vampiri e lupi mannari vivevano liberi, finché uno sciamano non li ha maledetti. Da allora, i lupi mannari si trasformano solo con la luna piena, mentre i vampiri sono vulnerabili al sole. La maledizione è sigillata con una pietra di luna. Inoltre, il morso di un licantropo uccide un vampiro. Spaventata, Elena chiama subito Stefan che, impaurito, va a cercare Caroline. Inoltratosi nel bosco, Stefan ha un incontro ravvicinato con quello che apparentemente è un lupo. Spaventato, cerca Caroline che intanto, sopraffatta dalla fame, morde Matt. Stefan arriva in tempo per fermarla ma il lupo si avvicina e i 2 sono costretti a scappare. 
Così Caroline capisce che non può rischiare di ferire nuovamente Matt e che deve trovare un modo per farsi lasciare. Più in là, incontrano Tyler e il lupo attacca Caroline, ma Tyler riesce a fermarlo. Matt viene manipolato da Stefan, che gli cancella la memoria.
Tyler, tornando a casa, incontra Mason e, sconvolto, scopre che il lupo era lui. Al pub, Matt sta parlando con la stessa ragazza della festa, quando entra Caroline che, per farsi lasciare, rifà una scenata di gelosia: Matt si alza e se ne va, lasciando Caroline e chiudendo la loro storia. Alaric si pronuncia con Jenna sui suoi sentimenti, ma la ragazza è convinta che Ric gli nasconda qualcosa. Elena ferisce nuovamente Damon, decidendo di non perdonarlo per avere ucciso Jeremy, nonostante le sue scuse. L'indomani, Caroline si sveglia e ai piedi del suo letto trova Katherine.
- Guest star: Taylor Kinney (Mason Lockwood), Courtney Ford (Vanessa Monroe), Tiya Sircar (Aimee Bradley).
- Altri interpreti: Susan Walters (Carol Lockwood).
- Ascolti USA: telespettatori 3 570 000 – share (18–49 anni) 5%[4]
- Ascolti Italia (free): telespettatori 489 000 – share 5,96%[5]

## Il viale dei ricordi
- Titolo originale: Memory Lane
- Diretto da: Rob Hardy
- Scritto da: Caroline Dries

### Trama
“Mystic Falls, ballo dei fondatori, 1864. Katherine ha scelto di andare al ballo con Stefan, mentre Damon li guarda da lontano. Mentre i 2 conversano arriva qualcuno che fa compagnia a Damon, Elena.” 
Stefan si sveglia dal suo sogno, si calma trovando al suo fianco Elena che però, dopo poco, riconosce essere Katherine: è lei che ha indotto il sogno. Tra i due si sviluppa una discussione, durante la quale Katherine continua a professare il suo amore per lui. Quando sembra che Stefan stia cedendo, però, la pugnala. Intanto, Elena incontra Damon che le comunica che ci sarà anche lui al barbecue di Jenna. Poco dopo Mason, in seguito a una lite con Tyler che vuole capire di più, arriva a casa da Jenna. Il barbecue sembra andare bene e Damon, Alaric e Mason sembrano andare molto d'accordo. Intanto, a casa Salvatore, Stefan ha incatenato Katherine, che (mediante una serie di flashback) cerca di convincerlo che lei è tornata a Mystic Falls perché lo ha sempre amato. Nel mentre, al barbecue, Damon cerca di portare a termine il suo piano per scoprire se Mason è un licantropo, ma l'uomo si rivela e gli comunica che lui non è lì per ucciderlo, ma solo per stare vicino alla sua famiglia. Intanto Elena è sempre più preoccupata perché Stefan non le risponde e così, accompagnata da Caroline, si reca a casa da lui. Durante il viaggio, Caroline esprime il suo disappunto riguardo alla storia tra Elena e Stefan, facendo di tutto per non farla andare a casa Salvatore; questi discorsi lasciano attonita l'amica, che coglie l'occasione di una ruota bucata per andarsene. Intanto, mentre Katherine è incatenata, Stefan usa la verbena ed altri metodi di tortura per farla confessare ma, riportandogli alla mente la festa dei fondatori, Katherine continua a sostenere che lo ama e che anche lui l'ama, come l'amava in passato. Al barbecue, la festa è finita e Mason se ne va, seguito da Damon che, poco dopo, prova a pugnalarlo con una posata d'argento, non riuscendo ad ucciderlo ma procurandosi un nuovo nemico. Elena intanto, arrivata a casa di Stefan, ha un incontro con Katherine, ma viene salvata da Stefan. I 2, sconvolti, si recano al Mystic Grill, dove incontrano Caroline che si scusa con Elena per quei discorsi. 
Tra Stefan ed Elena scoppia una lite che li porta alla rottura a causa della presenza di Katherine. Damon, uscito dal pub, incontra Katherine, con la quale ha una conversazione molto dura. Intanto Mason, tornato a casa, continua a cercare di evitare il discorso della trasformazione con Tyler ma, giunto all'esasperazione, confessa al ragazzo che per diventare licantropi bisogna uccidere una persona. A casa Elena, ancora sconvolta, trova conforto in Stefan. I 2 confessano la difficoltà avuta nel recitare la lite e che i loro sospetti erano fondati: Katherine è arrivata a Caroline, convincendola ad obbedirle. 
Mentre Katherine si allontana dal Mystic Grill, ricorda il momento in cui scambiò la pietra di luna con l'assicurazione che non sarebbe finita nella cripta con gli altri vampiri. La consegna a George Lockwood, antenato di Tyler e Mason. Prima di scappare, però, tornò indietro a salutare Stefan, inerme a terra per il colpo di fucile, con un bacio: gli confessò il suo amore e gli promise che un giorno sarebbero stati di nuovo insieme.
- Guest star: Taylor Kinney (Mason Lockwood), Simon Miller (George Lockwood).
- Altri interpreti: Evan Gamble (Henry), Brad James (Autista del carro attrezzi).
- Ascolti USA: telespettatori 3 183 000 – share (18–49 anni) 4%[6]
- Ascolti Italia (free): telespettatori 293 000 – share 7,01%[5]

## Uccidere o essere uccisi
- Titolo originale: Kill or Be Killed
- Diretto da: Jeff Woolnough
- Scritto da: Mike Daniels

### Trama
Mason racconta a Tyler di come la maledizione abbia avuto inizio, in cambio della pietra di luna, ma il ragazzo non rispetta il patto. Intanto Elena confida tutta la storia dei licantropi a Jeremy, che comincia a guardare Tyler con occhi diversi, mentre la ragazza è costretta a continuare con la messa in scena dei litigi tra lei e Stefan. Al pub, Jeremy si avvicina a Tyler e i 2 cominciano a parlare, fino ad andare a casa di Tyler con due ragazze. 
Qui, però, Jeremy confessa di sapere tutto e Tyler si confida con il trovato amico. Intanto, Caroline si trova ad una festa organizzata nella cittadina con la madre Liz, lo sceriffo, dove partecipano anche Elena, triste per la rottura con Stefan, e lo stesso Stefan che cerca di far riappacificare Mason e Damon, anch'essi presenti. Durante la festa, Mason svela a Liz la vera identità di Damon e Stefan e successivamente glielo prova con della verbena. Scoperta l'identità dei due, viene organizzata una trappola nella quale i due fratelli vengono colpiti e, successivamente, portati nella prigione per schiavi della vecchia tenuta Lockwood. Tutto ciò però viene ascoltato da Caroline che, con Elena, accorre sul luogo, dove però non può entrare: sua madre non sa che lei è un vampiro, e non la prenderebbe bene. Elena entra da sola; poco dopo, quando ormai i fratelli sembrano spacciati, entra anche Caroline, che uccide le guardie, sconvolgendo la madre. Damon e Liz sistemano i corpi delle guardie. A casa Lockwood, Tyler e Jeremy rincorrono le due ragazze, quando una delle due cade dalle scale, rimanendo immobile sul pavimento. Tyler e Jeremy temono che sia morta, ma la ragazza stava solo fingendo. A casa Salvatore, Liz parla con Damon confessandogli che per lei Caroline non è più sua figlia; la ragazza, distrutta dalle parole della madre, cede e confessa il piano di Katherine ad Elena. Poco dopo, Stefan si convince che, per essere più forte, deve bere sangue umano, idea che, dopo qualche dubbio, viene assecondata anche da Elena. Tyler intanto, spaventato per quanto accaduto, consegna la pietra di luna a Mason per chiudere definitivamente la storia. 
Mason poco dopo raggiunge un'auto nel bosco, dentro la quale Katherine lo aspetta. Mason, dopo una discussione riguardo ai Salvatore, le consegna la pietra di luna e si baciano. Si scopre così che quando Mason uccise per sbaglio un suo amico Katherine lo consolò.
- Guest star: Marguerite MacIntyre (Sceriffo Liz Forbes), Taylor Kinney (Mason Lockwood), Tiya Sircar (Aimee Bradley), Maiara Walsh (Sarah).
- Altri interpreti: Susan Walters (Carol Lockwood), Justin Geer (Jimmy), Jason Giuliano (Poliziotto Jess), Kevin Nichols (Poliziotto 2), Courtney Lauren Cummings (Ragazza).
- Ascolti USA: telespettatori 3 470 000[7]
- Ascolti Italia (free): telespettatori 784 000 – share 6,9%[8]

## Piano B
- Titolo originale: Plan B
- Diretto da: John Behring
- Scritto da: Elizabeth Craft e Sarah Fain

### Trama
Jeremy fornisce delle informazioni utili a Damon sulla pietra di luna. Elena racconta a Bonnie della falsa lite tra lei e Stefan e le chiede di chiarire i suoi rapporti con Caroline, la quale dopo molti sforzi riesce ad avere una conversazione con la madre. Bonnie accidentalmente ha una visione su Mason ed Elena insieme, ma Stefan capisce che si tratta di Katherine. I fratelli Salvatore deducono che anche Katherine è alla ricerca della pietra e che ovviamente Mason è soltanto un espediente per ottenerla. Jeremy, a cui è affidato il compito di ritrovare la pietra di luna, scopre attraverso Tyler che l'oggetto è ormai nelle mani di Mason. 
Con l'aiuto di Bonnie, Stefan e Damon riescono a mettere Mason al tappeto e ad intrappolarlo nella loro villa. Poco dopo, Bonnie avvisa Stefan di aver scoperto il luogo in cui è nascosta la pietra con l'aiuto dei suoi poteri. In casa Salvatore, Mason, sottoposto a numerose torture, rivela a Damon le intenzioni di Katherine sull'utilizzo della pietra poco prima che gli venga strappato il cuore: vuole sciogliere la maledizione della licantropia. Nel frattempo, Stefan si dirige al nascondiglio della pietra seguito da Elena, ma il pozzo nel quale è nascosta è contaminato dalla verbena e Stefan, che ignaro di tutto vi si era calato all'interno, rischia la morte. Caroline arriva appena in tempo e aiuta Elena a tirarlo in salvo. Poi Elena si cala nel pozzo e riesce a trovare la pietra nuotando tra i serpenti d'acqua. Caroline, ritornata dalla madre, racconta tutto l'accaduto al pozzo e le 2 si riappacificano: la figlia dichiara di amare la madre nonostante i loro continui litigi e la madre l'accetta come vampira, assicurandole di tacere. 
Caroline però, ritenendo più giusto proteggerla, a malincuore la obbliga a dimenticare tutto con l'uso dei suoi poteri. Damon provoca Katherine annunciandole che Mason è morto. Katherine, però, non si dimostra dispiaciuta e comunica di avere un piano B. In casa Gilbert, Elena riceve una telefonata da parte di Katherine e poco dopo Jenna, manipolata dai poteri della vampira, si pugnala con un coltello al ventre. Elena, dopo aver portato la zia in ospedale, si dirige alla villa di Stefan: si assiste alla rottura, stavolta vera, della loro storia. Sulla soglia di casa, Elena incontra un Damon molto dispiaciuto per la sorte di Jenna, della quale si ritiene colpevole, perché ha provocato Katherine. Elena gli comunica che alla fine Katherine ha vinto: tra lei e Stefan è finita. Katherine nel frattempo, con i suoi poteri soggioga la mente di Matt e lo costringe a provocare Tyler fino a farsi uccidere per scatenare la maledizione. 
- Guest star: Marguerite MacIntyre (Sceriffo Liz Forbes), Taylor Kinney (Mason Lockwood).
- Altri interpreti: Susan Walters (Carol Lockwood).
- Ascolti USA: telespettatori 3 624 000 – share (18–49 anni) 4%[9]
- Ascolti Italia (free): telespettatori 427 000 – share 6,35%[8]

## Ballo in maschera
- Titolo originale: Masquerade
- Diretto da: Charles Beeson
- Scritto da: Kevin Williamson e Julie Plec

### Trama
Katherine è intenzionata a tornare in possesso della pietra di luna, così attira i fratelli Salvatore alla festa in maschera organizzata a casa Lockwood. Alla festa non si presenta da sola, ma con una vecchia amica di nome Lucy, una strega che ha un debito in sospeso con lei. Prima di andare alla festa, Stefan, Damon, Jeremy, Alaric, Caroline e Bonnie elaborano un piano per uccidere Katherine, in una stanza di casa Lockwood, facendo un incantesimo simile a quello della cripta, che impedirà a Katherine di uscire dalla stanza, in modo che Stefan e Damon possano ucciderla. Il piano ha successo e la vampira si ritrova rinchiusa con i 2 fratelli Salvatore.
Elena, intanto, insospettita dal fatto che nessuno dei suoi amici si sia fatto sentire e che tutti siano andati alla festa in maschera dei Lockwood, vi si reca. Mentre parla con Bonnie, Elena comincia a sanguinare nel punto dove Katherine è appena stata colpita da un paletto e a contorcersi dal dolore: Bonnie capisce così che Katherine, intuendo che i fratelli Salvatore tramavano qualcosa, ha fatto in modo che Lucy collegasse Elena e Katherine, in modo che quello che subiva la vampira, lo subiva anche la ragazza. Jeremy corre ad avvertire Stefan e Damon, che sono costretti a fermarsi perché, uccidendo Katherine, rischiano di uccidere anche Elena. Lucy, intanto, incontra Bonnie e scopre che è lei ad avere la pietra di luna. Convince la ragazza a consegnargliela e la porta a Katherine: appena la vampira la prende, però, si sente male e perde i sensi. Lucy, infatti, ha sciolto l'incantesimo che legava Elena a Katherine e ne ha recitato un altro sulla pietra, per vendicarsi di Katherine che non l'aveva avvisata della presenza di una strega Bennett, sua parente, alla festa. 
Stefan va a controllare come sta Elena, la quale gli dice che, anche se Katherine è stata sconfitta, non può tornare con lui finché non sarà certa che tutte le persone alle quali vuole bene sono al sicuro. Nel frattempo, Matt, sotto il controllo di Katherine, provoca Tyler per farsi uccidere, non riuscendo però nel suo intento grazie al repentino intervento di Caroline. Mentre tutto sembra risolto, dall'angolo della stanza sbuca Sarah, un'amica di Tyler che, anch'essa controllata da Katherine, colpisce il ragazzo con un tagliacarte. Tyler reagisce impulsivamente spingendola contro la scrivania, Sarah batte la testa all'angolo del tavolo e cade a terra, morta. Davanti a un'incredula Caroline, gli occhi di Tyler si trasformano e i due ragazzi diventano complici, nonostante Tyler non conosca il segreto di Caroline. Damon rinchiude Katherine nella cripta. La vampira lo avverte che Elena è in pericolo e che lei non l'ha uccisa perché rappresenta il suo "doppelgänger". Damon non le crede, ma Katherine ha detto la verità: uscendo dalla festa, Elena viene avvicinata da un uomo in maschera che la rapisce.
- Guest star: Natashia Williams (Lucy), Tiya Sircar (Aimee Bradley), Maiara Walsh (Sarah).
- Altri interpreti: Susan Walters (Carol Lockwood), Jackie Prucha (Signora Flowers).
- Ascolti USA: telespettatori 3 546 000 – share (18–49 anni) 4%[10]
- Ascolti Italia (free): telespettatori 976 000 – share 6,79%[11]

## Rose
- Titolo originale: Rose
- Diretto da: Liz Friedlander
- Scritto da: Brian Young

### Trama
Jeremy si accorge che Elena non ha passato la notte a casa e, pensando sia tornata con Stefan, ne parla con quest'ultimo che, invece, ignora dove sia la ragazza. Iniziano così le ricerche, incolpando Katherine della sparizione, dopo che Damon racconta a Stefan di quello che lei aveva detto prima di essere chiusa nella cripta. Nel frattempo Elena, rapita da 2 vampiri, Trevor e Rose, si risveglia in una casa isolata e vista la situazione, cerca di parlare con i suoi rapitori, che le raccontano di avere un conto in sospeso con gli Originali, i primi vampiri della storia, e che grazie a lei otterranno di nuovo la propria libertà: devono, infatti, consegnarla ad Elijah, un vampiro Originale, perché Elena, doppelgänger di Katherine, è la chiave per spezzare la maledizione del Sole e della Luna, e durante il sacrificio dovrà morire. A Mystic Falls, intanto, Tyler chiede di continuo a Caroline che cosa sia in realtà, poiché è sicuro che non sia umana, come lui, ma la ragazza continua a sostenere di averlo coperto unicamente perché pensa che sia stato un incidente. A casa Forbes, però, Tyler l'attacca e Caroline reagisce, mostrandosi per quello che è: una vampira. Continuano intanto le ricerche di Elena, e Damon e Stefan, con l'aiuto dei poteri di Bonnie, riescono a localizzare il punto in cui si trova, così i fratelli Salvatore partono per raggiungerla. Nel frattempo Bonnie e Jeremy, che scoprono di avere molte cose in comune, riescono tramite un incantesimo a recapitare un messaggio ad Elena, avvisandola dell'arrivo di Stefan e Damon. Elena, rincuorata nel riceverlo, vede crollare le sue speranze quando si trova di fronte ad Elijah, che la obbliga a raccontargli di Katherine e della pietra di luna, necessaria anch'essa per il sacrificio. 
Dopo aver ucciso Trevor, Elijah, con Elena e Rose, se ne sta per andare, quando i tre sentono dei rumori. Arrivati nell'altra stanza, inizia la lotta con i Salvatore, che riescono ad uscire vincitori e ad uccidere Elijah. Tornati a casa, Stefan si scusa con Damon per avere fatto sì che egli si trasformasse 145 anni prima solo per puro egoismo, per paura di rimanere solo. In un momento di confidenza, Stefan, consapevole del fatto che anche Damon ami Elena, gli chiede di gettare le armi tra loro, per poterla così proteggere. Damon, allora, raggiunge la camera di Elena per restituirle la collana di verbena che le era stata tolta durante il rapimento. Prima di ridargliela, però, le confessa il suo amore, dicendole che lui non la merita, a differenza di Stefan. Dopo averle dato un bacio sulla fronte, le fa dimenticare tutto, le restituisce la collana e se ne va. A casa Salvatore appare Rose, che confessa a Stefan che non è finita, poiché gli Originali continueranno a cercare Elena per conto di Klaus, il vampiro Originale più pericoloso di tutti. Nella casa dove era tenuta prigioniera Elena, intanto, Elijah si riprende: non è morto.
- Guest star: Lauren Cohan (Rose), Trent Ford (Trevor), Daniel Gillies (Elijah Mikaelson).
- Altri interpreti: Russell Durham Comegys (Uomo).
- Ascolti USA: telespettatori 3 633 000 – share (18–49 anni) 3%[12]
- Ascolti Italia (free): telespettatori 672 000 – share 6,98%[11]

## Le origini di Katherine
- Titolo originale: Katerina
- Diretto da: J. Miller Tobin
- Scritto da: Andrew Chambliss

### Trama
Elena viene convocata a casa Salvatore, dove trova, oltre a Damon e Stefan, anche Rose, che le racconta di Klaus e del pericolo che incombe su di lei. Elena, visibilmente sconvolta, se ne va pensierosa e, coinvolgendo Caroline per tenerle lontano Stefan, decide di andare a parlare con Katherine. Le 2, faccia a faccia, riescono a parlare e Katherine, con una serie di flashback, le racconta del suo passato e, soprattutto, di Klaus. Bulgaria, 1490. Katerina è rimasta incinta dopo una relazione fuori dal matrimonio. La famiglia le tolse la bambina e la esiliò in Inghilterra. Inghilterra, 1492. Katherine fu sedotta da un affascinante inglese di nome Klaus, che l'attirò a sé per poter rompere la maledizione del Sole e della Luna, in quanto una doppelgänger della Petrova è il vincolo dei vampiri alla maledizione. In seguito, Trevor, innamorato di lei, e Rose, per fare un favore a Trevor, l'aiutarono a scappare da Klaus, che dava loro la caccia proprio per questo motivo. Rose dà il suo sangue a Katerina per guarire le sue ferite, e in un momento di distrazione la ragazza si impicca, trasformandosi in vampiro per fuggire da Klaus, infatti la Petrova per il sacrificio dev'essere obbligatoriamente umana. Katherine non aveva calcolato, però, che Klaus avrebbe avuto comunque la sua vendetta: infatti uccise tutta la sua famiglia. Ne emerge che il vero motivo per cui Katherine è tornata a Mystic Falls è per consegnare a Klaus, in cambio della libertà e della vita, tutti gli ingredienti per spezzare la maledizione: una doppelgänger Petrova umana (Elena), un licantropo (Tyler), una strega (Bonnie), un vampiro (Caroline) e la pietra di luna. Sconvolta, Elena non sa come reagire. Durante il racconto, Caroline pensava a distrarre Stefan, raccontandogli di Tyler, ma alla fine Stefan capisce, corre da Elena e la invita a non credere a Katherine, sicuro che lei voglia scambiare la pietra di luna, nascosta nella cripta con Katherine, con la sua libertà. Ma Katherine pone Stefan di fronte al fatto che quando Klaus arriverà per uccidere tutti, lei sarà al sicuro dove nessun vampiro può entrare perché non può uscire, cosa che sconvolge il vampiro. Intanto, Damon e Rose cercano di trovare Klaus prima che sia lui a trovare loro, e si dirigono a Richmond da Slater, un amico di Rose che era in contatto con Elijah. Damon, messo al corrente della morte di Elijah, racconta del probabile motivo per cui ricercano la pietra di luna e di come sia possibile rompere la maledizione. 
Mentre i tre stanno parlando, dall'esterno del bar Elijah li osserva senza farsi vedere, fino a quando, lanciando delle monete, rompe il vetro che riparava i vampiri dai raggi del sole, facendoli bruciare tutti, per poi svanire. Sconvolti, tutti i vampiri si dileguano, Rose e Damon compresi che, tornati a casa, si lasciano travolgere dalla passione. Il rapporto tra Jeremy e Bonnie sembra prendere una bella piega, tanto che i 2 si danno appuntamento al pub per passare il pomeriggio insieme. 
Mentre aspetta Jeremy, Bonnie incontra Luka, un nuovo compagno di scuola, con suo padre, il Dr. Martin. I tre cominciano a parlare, e Bonnie scopre che Luka e suo padre sono degli stregoni, lasciando in disparte Jeremy che, geloso, se ne va. A casa Salvatore, Damon sta parlando con Rose, quando quest'ultima riceve una chiamata da Slater con delle direttive per rompere la maledizione: procurarsi la strega e la pietra di luna. Solo dopo si vedrà che Slater era soggiogato da Elijah che, successivamente, lo obbliga ad uccidersi sotto gli occhi del Dr. Martin. Infatti, gli Originali sono vampiri molto speciali: non possono essere impalati e possono ipnotizzare altri vampiri. Nel frattempo, sempre più sconvolta, Elena torna a casa riaccompagnata da Stefan e, in lacrime, si sfoga con lui, dandosi tutte le colpe per aver coinvolto i suoi amici in quello che sta succedendo, mentre Katherine, rimasta sola, sfoglia con malinconia l'album della sua famiglia, soffermandosi su un ritratto dei suoi genitori.
- Guest star: Lauren Cohan (Rose), Trent Ford (Trevor), Daniel Gillies (Elijah Mikaelson), Bryton James (Luka Martin), Trevor Peterson (Slater), Randy J. Goodwin (Dr. Jonas Martin).
- Altri interpreti: Sandra Lafferty (Donna anziana del cottage), Oleg Sapoundjieva (Padre dei Petrova), Sia Sapoundjieva (Madre dei Petrova).
- Ascolti USA: telespettatori 3 495 000– share (18–49 anni) 3%[13]
- Ascolti Italia (free): telespettatori 712 000 – share 5,89%[14]

## Il sacrificio
- Titolo originale: The Sacrifice
- Diretto da: Ralph Hemecker
- Scritto da: Caroline Dries

### Trama
Mentre Elena sta dormendo nella sua stanza, sente dei rumori ed esce sulle scale per vedere cosa succede. Qui trova Alaric con Jenna e mentre parlano Jonas Martin, il padre di Luka, prende indisturbato alcuni effetti personali di Elena. L'indomani, Stefan e Damon vanno da Elena per metterla a conoscenza del piano che hanno elaborato: con l'aiuto di Bonnie entreranno nella cripta per sottrarre a Katherine la pietra di luna, poi Bonnie farà un incantesimo che separerà la pietra dal suo potere, in modo che sia inservibile, evitando il sacrificio a Elena. La ragazza, però, reagisce male e se ne va, recandosi a casa Salvatore, dove convince Rose a portarla da Slater a Richmond. A scuola, Tyler incontra Matt, che gli dice di essere dispiaciuto per averlo aggredito durante il ballo in maschera. Bonnie trascorre molto tempo con Luka, che le insegna dei trucchi e le mostra come, collegandosi tra loro, siano molto più potenti. Il pomeriggio, a casa Salvatore, Damon, Stefan, Bonnie e Jeremy pianificano il modus operandi del loro piano. Jeremy, senza farsi vedere, riesce a prendere della cenere ottenuta bruciando il ritratto di Katherine per indebolire la vampira. Intanto, Elena e Rose arrivano a casa di Slater, scoprendo che è stato ucciso. Stanno per andarsene quando trovano, nascosta in una stanza, Alice, la ragazza umana di Slater. Grazie al suo aiuto, Elena riesce ad entrare nel computer di Slater e a contattare dei vampiri che la porteranno da Klaus per farsi uccidere, così da salvare i suoi amici. Rose, allarmata dalle sue intenzioni, chiama Damon, che si precipita a Richmond. Nella cripta, Jeremy arriva prima degli altri, riesce ad indebolire Katherine con la cenere e a lanciare fuori dalla cripta la pietra di luna ma, poco prima di uscire, viene preso dalla vampira che si nutre di lui. A casa di Slater, Elena aspetta l'arrivo dei vampiri che la porteranno da Klaus, quando vede Elijah riflesso nel vetro: il vampiro, infatti, grazie alla magia di Martin e agli effetti personali della ragazza, è riuscito a localizzarla mentalmente. Poco dopo, arriva Damon, che vuole portarla via ma, tra una discussione e l'altra, arrivano 2 vampiri, seguiti poco dopo da Elijah che successivamente li uccide, per poi andarsene. 
Tornato a casa di Martin, lo informa che l'amore che i Salvatore provano per Elena lo aiuterà a realizzare il suo intento, cioè proteggerla. Nella vecchia tenuta Lockwood, Caroline e Tyler scoprono un diario e un video di Mason riguardo alla sua prima trasformazione. I 2 analizzano il materiale e Tyler si spaventa per quello che gli succederà. 
Caroline cerca di confortarlo, promettendogli che non lo lascerà solo. Mentre parlano, arriva Matt, che confessa a Caroline di sentire la sua mancanza, per poi bloccarsi vedendo Tyler accanto a lei. Nella cripta, Katherine offre a Stefan e Bonnie la liberazione di Jeremy in cambio della sua liberazione. Pur tentando di collegarsi con Luka, Bonnie non riesce nell'intento e Stefan, pur di impedire a Katherine di nutrirsi ancora di Jeremy, entra nella cripta, libera il ragazzo ma rimane imprigionato. Tornati a casa, Jeremy confessa i suoi sentimenti a Bonnie, che però lo respinge, mentre fuori dalla porta Elena ha un'accesa discussione con Damon. I 2 vengono interrotti da Jeremy, che li informa riguardo a quanto successo a Stefan. 
Elena, disperata, corre alla cripta e cerca di entrarvi, ma viene bloccata da Damon, che promette a Stefan di non farla avvicinare e di proteggerla.
- Guest star: Lauren Cohan (Rose), Taylor Kinney (Mason Lockwood), Daniel Gillies (Elijah Mikaelson), Bryton James (Luka Martin), Trevor Peterson (Slater), Randy J. Goodwin (Dr. Jonas Martin), Bree Condon (Alice), James Harvey Ward (Cody Webber).
- Ascolti USA: telespettatori 3 457 000 – share (18–49 anni) 3%[15]
- Ascolti Italia (free): telespettatori 490 000 – share 6,49%[14]

## Alla luce della Luna
- Titolo originale: By the Light of the Moon
- Diretto da: Elizabeth Allen
- Scritto da: Mike Daniels

### Trama
Stefan, obbligato a rimanere con Katherine nella cripta, scopre che la vampira si diverte a tentarlo e a giocare con la sua mente. Fuori, intanto, è la sera prima della luna piena e Tyler, sempre più impaurito, continua a chiamare Mason, ignaro della sua morte, senza però ricevere risposta. La mattina dopo, mentre sta per uscire, arriva a casa sua Jules, un'amica di Mason, preoccupata per la scomparsa del suo amico. Jules si reca così al Mystic Grill, dove subito cattura l'attenzione di Alaric e Damon, che vogliono scoprire se lei sia o meno un licantropo avvelenandole il drink con del napello, detto anche strozzalupo, un veleno per licantropi. 
Il loro gioco però non funziona e la ragazza conferma i sospetti dei due, per poi andarsene. Intanto Elena, sempre più intenzionata a farsi uccidere per aiutare i suoi amici, viene intrappolata in casa sua da un incantesimo di Bonnie. Costretta in casa, Elena viene coinvolta da Jenna in un lavoro per la società storica quando, improvvisamente, si trova davanti Elijah, invitato a entrare dalla zia per aiutarla. Elena è spaventata, ma si ricrede quando, parlando con Elijah, scopre che lui non vuole uccidere né lei né i suoi amici, bensì proporle un patto con il fine di uccidere Klaus e di proteggere chiunque sia a lei caro, mediante l'aiuto di alcune streghe di sua conoscenza. 
Bonnie intanto, volendo rompere l'incantesimo della pietra di luna, chiede aiuto a Luka e i due collaborano, pur mantenendo dei segreti l'uno all'altra. Infatti, Bonnie non gli rivela quale incantesimo sia legato alla pietra e Luka, dal canto suo, appena tornato a casa, consegna la pietra di luna al padre, niente affatto privata del suo incantesimo. Nel mentre, Caroline è con Tyler nel nascondiglio di Mason sotto la vecchia tenuta Lockwood, quando comincia la trasformazione. La vampira prova a rimanere il più possibile vicina all'amico ma, alla fine, è costretta a lasciarlo solo, per poi tornare da lui quando la trasformazione è finita. Damon è intanto tornato a casa, dove trova Rose. I due vengono attaccati da Jules, trasformata in lupo mannaro, che morde Rose. La ferita inizialmente guarisce senza ucciderla, ma pochi minuti dopo sulla sua spalla compaiono delle bolle infette. Nel frattempo, mentre Stefan sta parlando con Katherine, gli si presenta di fronte Elijah che, d'accordo con Elena, lascia uscire Stefan e obbliga Katherine a rimanere dentro la cripta finché non sarà lui stesso a darle il consenso di uscire. Stefan, ormai libero, corre da Elena e i due tornano insieme.
- Guest star: Lauren Cohan (Rose), Michaela McManus (Jules), Daniel Gillies (Elijah Mikaelson), Bryton James (Luka Martin), Randy J. Goodwin (Dr. Jonas Martin).
- Altri interpreti: Susan Walters (Carol Lockwood).
- Ascolti USA: telespettatori 3 156 000 – share (18–49 anni) 3%[16]
- Ascolti Italia (free): telespettatori 499 000 – share 7,50%[17]

## La crisi
- Titolo originale: The Descent
- Diretto da: Marcos Siega
- Scritto da: Sarah Fain e Elizabeth Craft

### Trama
Jules si sveglia nuda in mezzo al bosco: la luna piena, durante la quale ha sbranato alcuni campeggiatori, è passata. Di nuovo umana, brucia i corpi per nascondere le prove. Stefan inizia a bere verbena per sviluppare la stessa tolleranza di Katherine; in più vuole contattare Isobel, perché sa che è l'unica che, grazie alle sue ricerche, potrebbe avere delle informazioni su Klaus, per cui chiede aiuto ad Alaric per trovarla. Tutto quello che Alaric riesce a fornirgli è un numero di cellulare, probabilmente non più usato da Isobel. 
Intanto, le condizioni di Rose peggiorano man mano che il tempo passa, e Damon chiede ad Elena di farle da infermiera, mentre lui prova a cercare una cura. Le sue ricerche lo conducono da Jules che, dopo averlo messo a conoscenza di quanto accadrà all'amica, se ne va dicendogli che non esiste cura. A casa, Rose comincia a raccontare ad Elena pezzi della sua lunga vita umana e non: le racconta della sua infanzia felice nell'Inghilterra del 1450 e degli anni passati con Trevor nella continua fuga da Klaus, senza aver mai avuto l'opportunità di costruirsi una vita stabile e una famiglia, della sua realtà che la costringe lontana dai raggi del Sole. A scuola, Matt riesce a parlare con Caroline e, convinto dei suoi sentimenti, la bacia scaturendo una reazione negativa nella ragazza che, pur confessandogli il suo amore, se ne va dicendogli di non poter stare insieme. Rientrata a casa, Caroline trova Tyler ad aspettarla per ringraziarla ma, mentre stanno parlando, il ragazzo la bacia, venendo ricambiato. Caroline, però, si arrabbia e rientra in casa, lasciandolo solo. Nel frattempo, Rose comincia a provare un dolore insopportabile, ha continuamente bisogno di sangue e perde la ragione, costringendo Elena a nascondersi da lei. Scesa la notte, Rose scappa dalla villa dei Salvatore ed Elena e Damon si mettono sulle sue tracce. Anche lo sceriffo la cerca, perché sta facendo una strage. Damon ed Elena trovano Rose, in stato confusionale, prima dello sceriffo e la portano a casa dove, dopo essersi scusata con Elena, viene sopraffatta dal dolore. Damon rimane accanto a lei e la vampira si addormenta, sognando la casa della sua infanzia. Nel sogno, generato da Damon, c'è anche lui e i 2 si divertono, felici. 
Fuori dal sogno però, Damon, in lacrime, si vede costretto a bloccare il dolore dell'amica impalandola. Cercando di celare il dolore, porta il cadavere di Rose dallo sceriffo per dimostrarle che il vampiro che cercava è morto e, una volta tornato a casa, trova Elena che, nonostante le parole dure dell'amico, lo abbraccia per dargli forza. Rientrata a casa, la ragazza trova Stefan, che la informa riguardo alla sua ricerca su Isobel, che l'ha portato non a lei, bensì a John che è tornato a Mystic Falls con lui. Al Mystic Grill intanto, Tyler incontra Jules, che gli rivela di sapere tutto riguardo al suo essere un lupo mannaro, lo informa che Caroline non è l'unica vampira in città e che Mason è stato ucciso. Tyler, però, non le crede e se ne va infuriato. Nel frattempo, mentre una ragazza sta tornando a casa, trova un uomo sdraiato a terra e lo soccorre: è Damon, ubriaco, che la blocca e le confessa tutto il dolore causato dal non essere più umano, condizione che gli manca tantissimo. La ragazza in lacrime, lo convince a lasciarla andare ma, mentre fugge, Damon la raggiunge e la uccide.
- Guest star: Lauren Cohan (Rose), Michaela McManus (Jules), Marguerite MacIntyre (Sceriffo Liz Forbes), Ahna O'Reilly (Jessica Cohen), David Anders (John Gilbert).
- Altri interpreti: Ryan Proffitt (Guardia forestale), George Bryant II (Lavoratore di manutenzione), Jason Ferguson (Eddie), Allee Sutton Hethcoat (Jill), Anna Enger (Dana).
- Ascolti USA: telespettatori 3 330 000 – share (18–49 anni) 3%[18]
- Ascolti Italia (free): telespettatori 499 000 – share 7,50%[17]

## I problemi di un padre
- Titolo originale: Daddy Issues
- Diretto da: Joshua Butler
- Scritto da: Kevin Williamson e Julie Plec

### Trama
Dopo aver ascoltato la versione di Jules, Tyler si reca da Caroline in cerca di conferma. Scoperta la verità, Tyler, infuriato, litiga con Caroline e comincia a prendere seriamente in considerazione la proposta di Jules di unirsi al suo branco. 
Intanto, il ritorno dello zio John crea grande scompiglio e Damon, d'accordo con Elena, cerca di capire il motivo dell'improvviso ritorno dell'uomo. Bonnie non riesce a ritrovare la fiducia in Luka e suo padre, avendo scoperto che hanno preso la pietra di luna. Venuto a sapere da Caroline che Tyler è al corrente del loro segreto, Stefan si reca da lui per parlare ma, mentre cerca invano di trovare un punto d'incontro, riceve una chiamata da Jules. Lei propone a Stefan uno scambio equo: Tyler per Caroline, che nel frattempo Jules e il suo ragazzo, Brady, hanno rapito. Brady si diverte a chiudere in una gabbia Caroline e a torturarla per tutta la notte con la verbena e i proiettili di legno. Stefan, come da accordo, porta Tyler da Jules e, insieme a Damon, cerca di riappacificarsi con i licantropi. Jules, però, non vuole collaborare e chiama altri licantropi: inizia così una feroce lotta tra vampiri e lupi mannari. Stefan e Damon vengono feriti ma, quando le cose volgono al peggio per i 2 vampiri, accorre Martin che, rispettando il patto di Elena con Elijah, salva gli amici della ragazza. 
A casa Caroline, scioccata per l'accaduto, è costretta a mentire a Matt, al quale aveva promesso un chiarimento, e delusa dal comportamento passivo di Tyler nella radura, decide irata di non essergli più amica. Ormai solo, Tyler torna da Jules e Brady e si lascia sfuggire della ricerca e del ritrovamento della pietra di luna da parte di Mason. Intanto Bonnie ed Elena, grazie all'aiuto di Stefan, cercano di confortare Caroline organizzando un pigiama party. Damon, dopo aver ricevuto la visita di John, che sembra voglia realmente collaborare con loro, cerca distrazioni dal suo amore ormai fuori controllo per Elena, seducendo con i suoi poteri Andie Star, una giornalista amica di Jenna. Nella cripta, Katherine, stanca e affamata, riceve a sorpresa la visita di John, che le conferma di essersi messo in moto per liberarla, grazie anche all'aiuto di Isobel.
- Guest star: David Anders (John Gilbert), Michaela McManus (Jules), Randy J. Goodwin (Dr. Jonas Martin), Stephen Amell (Brady), Dawn Olivieri (Andie Star).
- Altri interpreti: Susan Walters (Carol Lockwood).
- Ascolti USA: telespettatori 3 217 000 – share (18–49 anni) 3%[19]
- Ascolti Italia (free): telespettatori 675 000 – share 8,23%[20]

## Al lupo, al lupo!
- Titolo originale: Crying Wolf
- Diretto da: David Von Ancken
- Scritto da: Brian Young

### Trama
Stefan ed Elena decidono di trascorrere un week-end insieme nella casa sul lago dei Gilbert. Qui trovano una stanza segreta dove Miranda e Grayson Gilbert tenevano armi anti-vampiro e gli altri diari di Johnathan che non erano mai stati ritrovati. In città intanto, Jules, Brady e Stevie, dopo aver bruciato i corpi dei loro amici morti la sera precedente, raccontano a Tyler la leggenda della pietra di luna, convincendolo a collaborare con loro per riprenderla e rompere l'incantesimo che li costringe alla trasformazione ogni notte di luna piena. Nel mentre, alla riunione della società storica, Damon cerca di parlare con Elijah, ma ha la peggio e l'Originale gli risparmia la vita, ribadendo che lo fa solo per il patto con Elena. Per rendersi utili e scoprire i reali piani di Elijah, Bonnie, Caroline e Jeremy rapiscono Luka. Bonnie, con un'ipnosi, lo interroga, scoprendo che Luka vuole uccidere Klaus quando sarà più vulnerabile, cioè dopo aver sacrificato Elena, e che Luka e il padre stanno aiutando Klaus perché lui ha Greta, la sorella di Luka. 
La strega, grazie alle parole di Caroline, si lascia andare e confessa i suoi sentimenti a Jeremy. Intanto al lago, Elena e Stefan vengono raggiunti da Brady, che vuole rapire la ragazza e utilizzarla per spezzare la maledizione del sole e della luna. Tyler, però, scoprendo che Elena dovrebbe essere uccisa, aiuta Stefan a liberarsi e a salvare Elena, pur facendo uccidere Brady. 
Gli altri licantropi, capitanati da Jules, irrompono a casa Salvatore: Alaric viene ucciso, mentre Damon viene legato e torturato per farsi dire dov'è la pietra di luna. Il vampiro, però, non si lascia sfuggire alcuna informazione, fino a quando, improvvisamente, arriva Elijah ad uccidere i licantropi e a salvarlo. Solo in quel momento Alaric, grazie all'anello, rinviene. Poco dopo, Bonnie informa Damon di quanto scoperto che a sua volta chiama Stefan per avvertirlo.
Stefan, preoccupato, parla con Elena, la quale ferisce il ragazzo, confessando di sapere già cosa le riservi il futuro, perché Elijah ha promesso di proteggere i suoi amici, ma non lei. Tyler decide di andarsene da Mystic Falls con Jules.
- Guest star: David Anders (John Gilbert), Michaela McManus (Jules), Daniel Gillies (Elijah Mikaelson), Stephen Amell (Brady), Dawn Olivieri (Andie Star), Eric Stocklin (Stevie), Bryton James (Luka Martin).
- Altri interpreti: Susan Walters (Carol Lockwood).
- Ascolti USA: telespettatori 2 793 000 – share (18–49 anni) 3%[21]
- Ascolti Italia (free): telespettatori 675 000 – share 8,23%[20]

## Invito a cena
- Titolo originale: The Dinner Party
- Diretto da: Marcos Siega
- Scritto da: Andrew Chambliss

### Trama
Leggendo i diari di Johnathan, Elena scopre che Stefan uccise il suo antenato, che poi tornò in vita grazie all'anello che portava al dito. 
Il ragazzo le racconta così del suo buio passato: tramite una serie di flashback, Stefan parla di come, all'inizio, i ruoli dei due fratelli Salvatore fossero invertiti e di come il suo tenore di vita fosse molto peggio di quello tenuto da Damon fino a qualche tempo prima. Nel raccontare il suo passato Stefan le racconta di come abbia conosciuto Lexi, lei gli ha mostrato un'altra via. Intanto, Damon si reca da Katherine alla cripta per scoprire cosa sa su come uccidere un Originale: Katherine lo supplica di non farlo, altrimenti resterà bloccata per sempre nella cripta. Gli promette inoltre che, se non lo ucciderà e troverà un modo per liberarla, resterà in città a proteggere Elena. Capendo dalla paura della vampira che la storia che John gli aveva raccontato è vera, cioè che il pugnale e la cenere di quercia bianca possono davvero uccidere un Originale, Damon decide di organizzare una cena, cui prendono parte Alaric, Jenna, Andie ed Elijah, durante la quale ha intenzione di uccidere l'Originale. A sorpresa, a casa Salvatore, si presenta John, che si unisce al banchetto creando tensione. Arriva il momento di attuare il piano per uccidere Elijah e Damon si trova solo con lui. Contemporaneamente, Elena continua ad ascoltare le parole di Stefan e a leggere i diari: durante la lettura, scopre come uccidere gli Originali e Stefan le confessa che Damon sta per uccidere Elijah. In quell'istante, Elena continua a leggere e scopre che il pugnale uccide il vampiro che lo usa. In preda al panico, Stefan riesce a contattare Alaric che, repentinamente, riesce a fermare Damon e ad informarlo che John non glielo aveva detto per ucciderlo. Mentre tutti sono tornati a tavola, però, Alaric riesce a cogliere di sorpresa Elijah e ad ucciderlo, trafiggendolo con il pugnale. Portato il corpo nella cantina di casa Salvatore, tutto sembra essere risolto, ma Stefan scopre, sempre grazie ai diari, che per uccidere un Originale definitivamente il pugnale deve rimanere nel cuore di quest'ultimo. Damon, informato da Stefan, corre nella cantina, dove il corpo di Elijah è sparito. 
L'Originale, infatti, è tornato da Jonas Martin e lo informa che il patto è rotto e che vuole trovare Elena. Il signor Martin, seguendo gli ordini, si reca da Bonnie, che si sta esercitando con la magia insieme a Jeremy. Scoperto quanto la ragazza ha appreso da Luka, Jonas toglie alla strega tutti i suoi poteri. Alla casa sul lago intanto arriva Elijah che, bloccato sulla porta, parla con Elena. La ragazza, dopo aver minacciato di farsi trasformare in vampiro da Stefan, gli chiede di ridarle la sua parola che il patto è ancora valido. L'Originale, però, non crede alle parole di Elena, la quale, per mostrargli la veridicità di quanto ha detto, si pugnala alla pancia, convincendolo così a prometterle di nuovo che proteggerà i suoi amici, se non vuole che lei muoia. 
Elena, raggiunto l'obiettivo, si getta su Elijah per farsi aiutare, approfittando del momento per ucciderlo. Stefan, con Damon che si è precipitato da loro per consegnargli il pugnale, esce dalla casa per salvarla dandole il suo sangue. Elijah è morto definitivamente, poiché il pugnale non è stato tolto dal suo cuore, ed Elena chiede a Damon e Stefan di essere sinceri con lei e che, da quel momento in avanti, si farà a modo suo. A casa Gilbert, intanto, Jenna si vede costretta a lasciare Alaric perché non è sincero con lei su Isobel. L'uomo, dispiaciuto, ha un nuovo confronto con John, al quale riconsegna il suo anello. Damon torna in camera sua, dopo un'intensa chiacchierata con il fratello che lo riporta ai primi anni della trasformazione, e, entrando nel bagno, trova sotto la doccia Katherine: la vampira, infatti, gli aveva mentito e sapeva che dal momento in cui Elijah fosse morto, lei sarebbe stata libera. Come promesso, mantiene la sua parola e decide di aiutarli nella loro missione.
- Guest star: David Anders (John Gilbert), Daniel Gillies (Elijah Mikaelson), Bryton James (Luka Martin), Randy J. Goodwin (Dr. Jonas Martin), Dawn Olivieri (Andie Star), Arielle Kebbel (Lexi Branson).
- Altri interpreti: Kelly Finley (Honoria Fell), Daniel Thomas May (Thomas Fell), Joe Knezevich (Johnathan Gilbert), Valee Gallant (Ragazza del 1864 1), Carissa Capobianco (Ragazza del 1864 2).
- Ascolti USA: telespettatori 3 072 000 – share (18–49 anni) 3%[22]
- Ascolti Italia (free): telespettatori 609 000 – share 8,16%[23]

## L'ospite
- Titolo originale: The House Guest
- Diretto da: Michael Katleman
- Scritto da: Caroline Dries

### Trama
Elena sta per uscire da casa Salvatore per andare a scuola quando Damon, scambiandola per Katherine, la blocca. Stefan assiste alla scena e, avendo appena parlato con la ragazza al piano di sopra, convinto di aver discusso con Katherine, torna in camera sua per fermarla. Scopre, però, che Katherine era in realtà la ragazza fermata da Damon e che la vampira ha acquisito un'abilità sempre maggiore a prendere il posto di Elena. A scuola, Elena espone a Stefan le sue preoccupazioni riguardo alla presenza di Katherine, ma il ragazzo la tranquillizza, assicurandole che scopriranno il suo piano. Informati anche Bonnie, Jeremy e Caroline della presenza della vampira, Stefan cerca di trovare un accordo con Luka e Jonas per combattere Klaus, ma Jonas non è d'accordo e decide di salvare Elijah. A casa Salvatore, intanto, Katherine e Damon cercano di trovare il punto in cui, secoli prima, molte streghe morirono: si tratta dello stesso luogo dove Elijah voleva uccidere Klaus mediante il potere del suo stregone. Damon cerca di capire le reali intenzioni di Katherine, la quale gli confessa di aver fatto un patto con John e Isobel per far uscire i fratelli Salvatore dalla vita di Elena, ottenendo però di salvarne uno, e lei ha scelto Stefan. 
Intanto, leggendo i diari di Johnathan Gilbert, Damon trova il luogo del massacro della streghe, ma lo comunica solo a Stefan, nascondendolo a Katherine. Mentre i due vampiri continuano nella lettura, Jonas riesce a mandare lo spirito di Luka in casa Salvatore ma, mentre il ragazzo sta per estrarre il pugnale dal corpo di Elijah Katherine se ne accorge e lo blocca, venendo colpita da un paletto di legno. Damon arriva nella cella e, usando un lanciafiamme, blocca Luka, uccidendolo. A casa Martin, Jonas, infuriato per la morte del figlio, decide di cercare Elena e consegnarla a Klaus in cambio di sua figlia. Nel frattempo, Elena organizza a casa sua una serata tra sole donne per risollevare il morale a Bonnie, che ha perso i poteri, e a Caroline, che non riesce a confessare a Matt i suoi sentimenti. A loro si unisce anche Jenna, a causa dei suoi problemi con Alaric, e le 4 ragazze vanno al Mystic Grill a ballare. 
Qui, mentre Jenna ha una discussione con Ric, Caroline sale sul palco al posto della band e canta una canzone a Matt, con cui gli confessa i propri sentimenti. Bonnie riesce a dire ad Elena della sua storia con Jeremy, trovando l'approvazione dell'amica. Stefan telefona ad Elena per avvisarla che Jonas la sta cercando, avendo trovato alcuni oggetti della ragazza a casa dell'uomo. Elena si allontana e Jonas, cercando di farsi dire da Bonnie dove sia andata, fa esplodere le luci e incendia il locale. Caroline lo attacca, ma l'uomo la respinge; Matt la soccorre e Jonas lo colpisce al collo con una bottiglia rotta, ferendolo gravemente. Non sapendo cosa fare, Caroline lo cura con il suo sangue. Al suo risveglio, il ragazzo non sa spiegarsi l'accaduto e Caroline decide così di raccontargli tutto ma, saputa la verità, Matt impazzisce, pensando a sua sorella, che parlava di vampiri, e, spaventato, urla contro Caroline, pensando che sia coinvolta con la morte della sorella. A casa Gilbert, Jeremy e Bonnie stanno parlando dell'accaduto, quando arrivano Stefan ed Elena. La ragazza, salita in camera, trova ad attenderla Jonas e lo morde: è, in realtà, Katherine. Raggiunta da Stefan e Bonnie, quest'ultima viene afferrata da Jonas, che viene poi ucciso definitivamente. Rimasta sola con Jeremy, Bonnie gli confessa che il signor Martin le ha ridato i suoi poteri e le ha confessato come uccidere Klaus. Intanto, Elena non si sente in dovere di ringraziare Katherine; la vampira, a casa Salvatore, capisce che Damon le sta nascondendo il luogo del massacro delle streghe.
Jenna viene riaccompagnata a casa da Alaric, che le racconta che Isobel è morta, ma che non può dirle di più. Mentre parla con Elena, qualcuno suona alla porta e aprendo le due rimangono sconvolte: è Isobel.
- Guest star: Daniel Gillies (Elijah Mikaelson), Bryton James (Luka Martin), Randy J. Goodwin (Dr. Jonas Martin).
- Altri interpreti: Brad Davis (Cantante della band).
- Ascolti USA: telespettatori 2 984 000 – share (18–49 anni) 3%[24]
- Ascolti Italia (free): telespettatori 609 000 – share 8,16%[23]

## Conosci il tuo nemico
- Titolo originale: Know The Enemy
- Diretto da: Wendey Stanzler
- Scritto da: Mike Daniels

### Trama
Isobel vorrebbe parlare con Elena ma la ragazza, infuriata, la caccia malamente, deludendo molto Jenna che, in lacrime, se ne va in camera. L'indomani, dopo aver avvertito Stefan e Damon dell'accaduto arriva anche Ric a casa della ragazza che, invano, tenta di fermare Jenna che decide di allontanarsi per un po' da casa. Poco dopo, mentre Elena è con Stefan, John li convince a scendere di sotto e, con sorpresa, trovano Isobel la quale vorrebbe offrire il suo aiuto alla figlia per salvarle la vita ed evitare che Klaus la trovi ma, in risposta, Elena la caccia nuovamente. Arrivata nella sua nuova casa, Isobel riceve in visita Katherine, la quale, ignorando i progressi del piano dei Salvatore, ha deciso di tradirli di nuovo e di rimanere fedele all'alleanza con Isobel per salvarsi da Klaus.
Intanto, Bonnie viene condotta sul luogo della morte delle streghe da Damon e, insieme a Jeremy, riesce a mettersi in contatto con loro e ad assorbirne il potere. Ric incontra Isobel che, dopo essersi scusata, lo lascia nelle mani di un uomo.
A casa Lockwood, si sta svolgendo una festa dei fondatori durante la quale, come diversivo, Isobel uccide John, e Katherine si sostituisce ad Elena. Raggiunti da Damon, che confessa alla signora Lockwood e allo sceriffo che John non è morto, il vampiro lo porta a casa dove riceve la chiamata di Stefan che lo informa che Katherine ha rapito Elena: proprio in quel momento, Damon vede che la vampira ha trovato, e rubato, la pietra di luna. In quel momento, Elena si risveglia sul sedile posteriore della macchina di Isobel e ne ascolta una conversazione al telefono: la donna, oltre alla pietra di luna, ha consegnato a Klaus anche Katherine. Poco dopo, Elena viene portata in un cimitero da Isobel la quale, dopo aver confessato che agisce sotto il potere di Klaus, riceve una telefonata alla fine della quale si uccide. Tornata a casa Salvatore, Elena capisce che Klaus sa tutta la verità su di lei e che, dopo aver ottenuto sia la pietra sia Katherine, al momento giusto arriverà anche a lei. Per prevenire ogni attacco, Damon consegna allora alla ragazza l'atto di proprietà di casa loro per farla diventare sua.
In quel momento, si risveglia John che, dopo aver scoperto tutto, parla con la figlia la quale capisce che potrà imparare a non odiarlo. Nell'altra stanza, Stefan e Damon dopo aver sentito Bonnie, capiscono che la ragazza con i suoi nuovi poteri è la loro arma segreta in questa dura lotta. Bonnie però confessa a Jeremy che gli spiriti delle streghe, donandole i loro poteri, l'hanno avvertita sul rischio che corre uccidendo Klaus: per farlo occorre utilizzare tutto il proprio potere, e ciò provoca la morte. Intanto, Caroline è riuscita a parlare con Matt il quale, dopo aver voluto sapere tutto, si è fatto cancellare i ricordi. Il ragazzo però, dopo aver lasciato casa di Caroline, si incontra con la madre di lei, alla quale racconta tutto: Matt era sotto effetto della verbena.
Katherine si risveglia e, frastornata, assiste ad una strana scena: un uomo legato su una sedia, di spalle, sta subendo un incantesimo da parte di uno stregone. Risvegliatosi, l'uomo si alza e Katherine lo riconosce: è Alaric che si avvicina a lei. I due parlano e la ragazza si rende conto che di fronte non ha che il corpo di Alaric, poiché l'uomo è stato posseduto da Klaus.
- Guest star: Mia Kirshner (Isobel Flemming), David Anders (John Gilbert), Marguerite MacIntyre (Sceriffo Liz Forbes), Bryton James (Luka Martin), Gino Anthony Pesi (Maddox).
- Altri interpreti: Susan Walters (Carol Lockwood), Michael Roark (Cowboy).
- Ascolti USA: telespettatori 2 730 000 – share (18–49 anni) 3%[25]
- Ascolti Italia (free): telespettatori 939 000 – share 6,09%[26]

## L'ultimo ballo
- Titolo originale: The Last Dance
- Diretto da: John Behring
- Scritto da: Michael Narducci

### Trama
Dopo aver soggiogato Katherine, Klaus si fa raccontare tutti i dettagli della vita di Alaric, così da poter conoscere Elena e avvicinarsi a lei. Intanto, dopo aver firmato il contratto di cessione della casa dei Salvatore, Elena e Bonnie vanno a scuola, dove iniziano i preparativi per il ballo a tema della scuola sugli anni '60. Durante la lezione di Alaric, l'uomo rimane colpito dalla somiglianza di Elena con Katherine, ma nessuno si accorge che in realtà non è il vero Ric. Durante il pranzo, dopo l'ennesima discussione tra Jeremy e Bonnie riguardo al pericolo che la strega correrebbe uccidendo Klaus, Elena riceve un messaggio proprio dall'Originale tramite una ragazza soggiogata: Klaus chiede ad Elena di ballare con lui alla festa. Tornate a casa, preoccupate per l'accaduto, le ragazze raccontano tutto a Stefan, Damon e Alaric/Klaus, che viene così messo a conoscenza dell'arma dei ragazzi: Bonnie. Preoccupato, Alaric/Klaus torna a casa, dove il suo stregone Maddox gli suggerisce un piano. La festa ha inizio e, mentre Jeremy è ancora preoccupato per la sorte di Bonnie, gli altri mettono Caroline al corrente della situazione. La festa procede ma, quando Elena viene a sapere della possibile morte di Bonnie se usasse il suo nuovo potere, affronta l'amica, non volendo che muoia per lei. Nel mentre, Jeremy viene attaccato da un gruppo di ragazzi soggiogati, che vengono però fermati da Stefan e Damon, che capiscono che quello era solo un diversivo per distrarli. Damon va a cercare Elena e Bonnie, sospettando che Klaus sia arrivato a loro. Le due ragazze però, hanno seguito Alaric/Klaus. Rimasti soli, l'uomo svela la sua vera identità e Bonnie, provando ad ucciderlo, capisce che è protetto da qualche sortilegio. Fuggite, le ragazze si separano e, mentre Elena va a cercare Stefan, Bonnie rimane a parlare con Damon e torna da Klaus. Faccia a faccia con l'Originale, sotto gli occhi impotenti di Elena e Stefan, Bonnie lo attacca fino alla morte. In lacrime, Elena viene portata via da Stefan, lasciando il corpo dell'amica a Damon, il quale si occupa anche di parlare con Jeremy. Tornato a casa, Damon viene schiaffeggiato da Elena, furiosa per la sua insensibilità a quanto successo, prima che possa spiegare tutto: la morte della strega è stata simulata per ingannare Klaus. In quel momento, Bonnie si risveglia nella casa delle streghe assieme a Jeremy, grazie alla protezione che si era fatta tramite un incantesimo. Lasciata Elena senza parole, Damon se ne va in camera sua affrontando l'ira del fratello e dicendogli che sarà lui a salvarla. Poco dopo, la stessa Elena si scusa con lui pregandolo di trovare un nuovo piano per non far morire Bonnie, ma Damon le chiarisce che se dovesse scegliere un'altra volta, lui sceglierebbe sempre Elena. Prima di andarsene in camera sua, però, Elena decide di agire per conto suo: si reca nella cantina dei Salvatore e sfila il coltello dal cuore di Elijah.
- Guest star: Daniel Gillies (Elijah Mikaelson), Marguerite MacIntyre (Sceriffo Liz Forbes), Gino Anthony Pesi (Maddox).
- Altri interpreti: Anna Enger (Dana), Mark Buckland (Chad), Terrence Gibney (Notaio Henry).
- Ascolti USA: telespettatori 2 805 000 – share (18–49 anni) 3%[27]
- Ascolti Italia (free): telespettatori 608 000 – share 6,55%[26]

## Klaus
- Titolo originale: Klaus
- Diretto da: Joshua Butler
- Scritto da: Kevin Williamson e Julie Plec

### Trama
Appena si risveglia, Elijah scambia Elena per Katherine e, in un flashback, viene mostrata la prima volta in cui lui e la ragazza si incontrarono. Chiarito l'equivoco, Elena esce con Elijah, di nascosto da Stefan e Damon, per parlare con lui e trovare un nuovo accordo per uccidere definitivamente Klaus. In una serie di flashback, viene mostrato il passato comune di Elijah e Klaus e, durante il racconto, il vampiro confessa che lui e Klaus sono fratelli e che, inoltre, avevano un debole per Katherine, la quale, però, non ricambiava l'amore di Klaus. Durante il racconto, Elijah rivela ad Elena che la maledizione del sole e della luna è un'invenzione sua e di Klaus, e che, in realtà, la maledizione che il fratello cerca di spezzare è un'altra. Interrotti da una telefonata di Stefan, i due sono costretti a separarsi, rimanendo d'accordo per un incontro poco dopo. Nel frattempo, Damon, contrario al piano di Elena, decide di cercare da solo Katherine e di portare avanti un suo piano. Arrivato a casa di Alaric, approfitta dell'assenza di quest'ultimo per dare a Katherine una boccetta di verbena liquida con cui potrà fronteggiare gli ordini di Klaus. Stefan, invece, chiamato da Jenna, va a casa Gilbert. Qui incontra Alaric/Klaus, che inizia a parlare di vampiri e licantropi. Jenna, pensando che la stia prendendo in giro, gli ordina di uscire, ma Alaric si rifiuta e la minaccia con un coltello. 
Stefan è così costretto a mostrare alla donna la sua vera identità, sconvolgendola. Raggiunti da Elena, quest'ultima si trova costretta a raccontare alla zia tutta la verità sui vampiri. Calmata Jenna, Elena torna da Elijah, procurando una nuova rottura tra i fratelli Salvatore, uno contrario e l'altro a favore della sua decisione. Elijah le racconta il finale della storia: lui e Klaus, in realtà, sono fratelli solo da parte di madre e il vero padre di Klaus era un lupo mannaro. Per questo motivo, Klaus è un ibrido, mezzo vampiro, mezzo licantropo, ma l'intervento della loro madre, una strega, ha sopito la parte del licantropo. L'intento di Klaus è quello di rompere questa maledizione per poter costruire una sua discendenza di ibridi. Sconvolta, Elena capisce che Klaus è immortale, perché l'argento di cui è fatto il pugnale per uccidere gli Originali non ferisce i lupi mannari. Dopo un'ulteriore rivelazione di Elijah, capisce che c'è un modo per batterlo: eseguire il sacrificio durante la luna piena, quando Klaus, in fase di transizione tra le due specie, è più debole. Questo permetterebbe alla strega di sopravvivere. Tornata a casa Salvatore in tempo per fermare una furiosa lite tra Damon e Stefan, che riporta alla mente di Elijah uno degli ultimi incontri con il fratello, Elena mette al corrente i ragazzi del piano, che prevede un'alleanza con Elijah. Stefan decide di accogliere la richiesta di scuse di Elijah, mentre Damon decide di andarsene, tornando nella sua stanza e sfogando la sua ira su Andie, che tuttavia riesce a risparmiare. Nel loft di Alaric, Maddox e Greta, la sorella di Luka e anch'essa una strega, liberano il corpo di Alaric dallo spirito di Klaus, permettendo all'Originale di tornare nel suo vero corpo.
- Guest star: Trent Ford (Trevor), Daniel Gillies (Elijah Mikaelson), Joseph Morgan (Klaus Mikaelson), Dawn Olivieri (Andie Star), Lisa Tucker (Greta), Gino Anthony Pesi (Maddox).
- Altri interpreti: Susan Walters (Carol Lockwood).
- Ascolti USA: telespettatori 2 700 000 – share (18–49 anni) 3%[28]
- Ascolti Italia (free): telespettatori 519 000 – share 7,77%[29]

## L'ultimo giorno
- Titolo originale: The Last Day
- Diretto da: J. Miller Tobin
- Scritto da: Andrew Chambliss e Brian Young

### Trama
Nonostante il piano di Elijah e del suo elisir per resuscitare Elena, Damon non crede ancora nella lealtà dell'uomo e dopo aver ascoltato le parole di Alaric, tornato per informare i ragazzi dell'imminenza del rituale, cerca di convincere Elena a chiedere aiuto a Bonnie. La ragazza cerca di spiegargli le ragioni della sua decisione, ma Damon decide di optare per l'unico mezzo sicuro per evitarle la morte: farle bere il suo sangue. Scioccata, Elena caccia Damon che, sempre più deciso ad evitare il suo sacrificio, cerca di elaborare un altro piano. Intanto in città è tornato Tyler, attirato da un tranello di Klaus. Dopo aver parlato con Caroline, i 2 vengono catturati da Greta e Maddox. 
Nel mentre, Damon si è reso conto che Elena non lo perdonerà mai per averla messa in condizione di trasformarsi in vampiro e decide di impedire il sacrificio, in modo che la ragazza possa smaltire il suo sangue. Dopo un incontro casuale con Klaus, che si dichiara contrario alla posticipazione del rituale, Damon decide di recarsi da Katherine per farsi dire dove l'Originale tiene le vittime del sacrificio. Scoperto che Caroline e Tyler sono tenuti nella cripta, grazie anche all'intervento inaspettato di Matt, riesce ad uccidere Maddox e a salvare i due ragazzi. Mentre stanno fuggendo, però, Tyler comincia a trasformarsi, obbligando Damon a separarsi da Caroline e Matt. Mentre sta fuggendo, però, Damon riceve una chiamata di Stefan: dopo una lunga giornata passata insieme ad Elena, Klaus l'ha portata via con sé. Damon decide di andare da Klaus per informarlo di avergli rovinato il piano, ma qui l'Originale lo informa che ha un piano di riserva: ha catturato Jules e ha un nuovo vampiro. Sconvolto dalla notizia, Damon chiede a Katherine perché Klaus non abbia usato lui come vampiro per il rituale. La ragazza gli spiega che, secondo Klaus, lui è già morto: infatti, sul braccio ha il segno del morso di un lupo mannaro, causato da Tyler quando ha cercato di allontanarlo da Caroline e Matt. Intanto, Elena raggiunge il luogo del sacrificio con Greta. Sdraiata a terra trova Jenna: la donna è in transizione e sarà lei il vampiro del sacrificio.
- Guest star: Daniel Gillies (Elijah Mikaelson), Joseph Morgan (Klaus Mikaelson), Michaela McManus (Jules), Marguerite MacIntyre (Sceriffo Liz Forbes), Lisa Tucker (Greta), Gino Anthony Pesi (Maddox).
- Altri interpreti: Susan Walters (Carol Lockwood).
- Ascolti USA: telespettatori 2 679 000 – share (18–49 anni) 3%[30]
- Ascolti Italia (free): telespettatori 519 000 – share 7,77%[29]

## Anche il Sole sorge
- Titolo originale: The Sun also rises
- Diretto da: Paul M. Sommers
- Scritto da: Caroline Dries e Mike Daniels

### Trama
Caroline e Matt riescono a fuggire da Tyler e chiariscono il loro rapporto: le cose tra loro non possono continuare come se niente fosse, quindi si lasciano. Greta porta a termine la trasformazione di Jenna facendole bere il suo sangue. Disperata per la zia, Elena riesce a farle promettere di fuggire non appena si presenti l'occasione. Poco dopo, arriva Klaus con Jules e il sacrificio ha inizio: la prima a morire è la lupa, che, in punto di morte, chiede scusa per tutto ciò che è successo in precedenza con Tyler. Intanto, Damon riceve la visita di John che, una volta raggiunti Jeremy e Bonnie, decide di fare un ultimo tentativo per impedire ad Elena di risvegliarsi come vampiro, grazie ad un incantesimo di Emily Bennett. Una volta ultimato l'incantesimo, Bonnie decide di imprigionare nella casa Alaric e Jeremy per non rischiare altre vite. Nel frattempo, dopo aver fatto promettere di nuovo ad Elijah che ucciderà il fratello, Stefan si reca sul luogo del sacrificio per barattare la sua vita con quella di Jenna, ma Klaus ammette che ha altri progetti per Stefan. Jenna, ricordando la promessa fatta ad Elena, prova a scappare, invano: bloccatala a terra, Klaus la impala. 
Arriva così il turno della doppelgänger: sotto gli occhi impotenti di Stefan, avviene il sacrificio di Elena. Mentre Klaus si trasforma in un lupo, arriva Bonnie che, mentre Damon uccide Greta e porta in salvo il cadavere di Elena, riesce a indebolire Klaus. Stefan e Bonnie aspettano che Elijah dia il colpo di grazia al fratello, di cui si vuole vendicare per aver ucciso la loro famiglia. Scoperto però che i parenti sono ancora vivi, Elijah ha un ripensamento e fugge con Klaus. Arrivati a casa e messi al corrente del fatto e della morte di Jenna, Damon, Alaric e Jeremy aspettano il risveglio di Elena: la ragazza si risveglia, con sua sorpresa umana, causando però la morte di John. Tramite l'incantesimo fatto da Bonnie, infatti, l'uomo aveva legato la propria anima a quella della figlia, facendo in modo che la propria vita fosse trasferita nel corpo di Elena. A casa di Tyler intanto il ragazzo, tornato umano, si risveglia accanto a Caroline che, triste per essere stata lasciata da Matt e sconvolta dal fatto che sua madre la vuole morta, trova conforto tra le braccia dell'amico. L'indomani, Jeremy consegna l'ultima lettera di John ad Elena e, subito dopo il funerale per l'uomo e per Jenna, Damon confessa a Stefan che è stato morso da Tyler: sconvolto all'idea di perdere il fratello, Stefan cerca di convincerlo a rimanere, ma Damon gli chiede solo di non dirlo ad Elena, per poi andarsene.
- Guest star: Daniel Gillies (Elijah Mikaelson), David Anders (John Gilbert), Joseph Morgan (Klaus Mikaelson), Michaela McManus (Jules), Lisa Tucker (Greta Martin).
- Ascolti USA: telespettatori 2 840 000 – share (18–49 anni) 4%[31]
- Ascolti Italia (free): telespettatori 411 000 – share 4,04%[32]

## Mentre giacevo morente
- Titolo originale: As I Lay Dying
- Diretto da: John Behring
- Scritto da: Turi Meyer e Al Septien e Michael Narducci

### Trama
Mentre Elena e Jeremy cercano di superare la morte di Jenna, Damon cerca di scusarsi con la ragazza, ma invano, e sapendo che presto dovrà morire dopo atroci sofferenze come Rose, prova a suicidarsi, ma Stefan riesce a salvarlo in tempo e lo rinchiude nella cella sotterranea. Non sapendo come fare per salvarlo, Stefan chiede aiuto ad Alaric. Rompendo la promessa fatta a Damon, Stefan racconta tutto anche ad Elena, che subito corre da Damon. 
Nel mentre, anche Bonnie prova a chiedere aiuto alle streghe, le quali, tuttavia, si rivoltano contro di lei, lasciando però intendere che Klaus è la soluzione. Intanto la signora Lockwood ammonisce lo sceriffo per il suo lavoro contro i vampiri, che non ha ancora portato risultati, costringendo così Liz a riunire la propria squadra per catturare i non-morti. Dopo aver parlato con Bonnie, Stefan si reca da Katherine, ancora rinchiusa nell'appartamento di Alaric dove poco dopo arrivano anche Klaus ed Elijah. Klaus, per mantenere la parola data al fratello e ricongiungerlo alla famiglia, lo uccide, per poi prestare la propria attenzione a Stefan. Dopo aver ascoltato le parole del vampiro, gli mostra quale sia la cura: il suo sangue. Pur di averlo, Stefan arriva ad un patto: fare qualsiasi cosa per lui. Intanto, Elena arriva a casa Salvatore, ma viene bloccata dallo sceriffo: Liz entra in casa e blocca Alaric, per poi andare da Damon, che la stordisce e coglie l'occasione per uscire. Avvertiti della fuga di Damon, Caroline, Bonnie e Jeremy si mettono a cercarlo ed è proprio il ragazzo a trovarlo e a portarlo al sicuro al Mystic Grill: Damon, infatti, comincia ad avere le allucinazioni, che lo riportano con la mente ai tempi in cui era ancora umano e amava Katherine. I 2 ragazzi vengono seguiti al pub da Liz, che spara a Damon, finendo però per colpire Jeremy. 
Accorse sul posto, Bonnie e Caroline cercano di salvarlo, ma il ragazzo è già morto e non riesce a bere il sangue dell'amica. Bonnie si vede costretta a ricorrere di nuovo all'aiuto delle streghe: queste ultime, però, rifiutano di aiutare la ragazza, fino a quando Bonnie non confessa di amarlo. Lo riportano in vita, avvisando però che ci saranno delle conseguenze. Dopo aver saputo le buone notizie sulle condizioni dell'amico, Caroline riesce a chiarire tutto con la madre, che capisce che la ragazza è ancora sua figlia, anche se è diventata un vampiro. Intanto, Elena è riuscita a trovare Damon, il quale, scambiandola per Katherine e rivivendo un momento passato, la morde. Quando torna in sé, Damon si scusa e Elena lo porta a casa. A casa di Alaric nel frattempo, Stefan asseconda gli ordini di Klaus e beve enormi quantità di sangue umano per ottenere la cura e per farlo giura a Klaus di fare tutto ciò che desidera. L'Originale consegna il proprio sangue a Katherine, liberandola. A casa Salvatore, sapendo che ormai è vicino alla morte, Damon fa promettere ad Elena di chiedere scusa da parte sua a Stefan, le confessa di amarla e che se l'avesse incontrato nel 1864 le sarebbe piaciuto. In lacrime, Katherine che riesce a salvare Damon e che informa Elena che non rivedrà Stefan molto presto poiché Stefan ha rinunciato a tutto, compresa lei, per salvare suo fratello. 
Il vampiro, infatti, è con Klaus a progettare la fuga dalla città e, dopo aver ricevuto un messaggio da Elena che gli fa sapere che Damon sta bene, per compiacere il suo nuovo padrone, uccide una ragazza. A casa Gilbert, Jeremy si sente strano, tanto che Alaric decide di rimanere a dormire a casa con lui. Poco dopo, sentendo dei rumori, il ragazzo scende al piano di sotto dove incontra Anna e Vicki.
- Guest star: Daniel Gillies (Elijah Mikaelson), Joseph Morgan (Klaus Mikaelson), Bianca Lawson (Emily Bennett), Marguerite MacIntyre (Sceriffo Liz Forbes), Malese Jow (Annabelle Zhu).
- Altri interpreti: Susan Walters (Carol Lockwood), Chris Whitley (Poliziotto), Mark Wilson (Poliziotto 2), Ashlyn Henson (Ragazza del deposito).
- Cameo: Kayla Ewell (Vicki Donovan).[n 1]
- Ascolti USA: telespettatori 2 860 000 – share (18–49 anni) 4%[33]
- Ascolti Italia (free): telespettatori 308 000 – share 6,09%[32]